# Trạm điều hành xe buýt Sài Gòn
Trạm trung chuyển xe buýt Bến Thành (hay Trạm trung chuyển xe buýt Hàm Nghi) là trạm trung chuyển hành khách công cộng lớn nhất, quan trọng nhất trong mạng lưới xe buýt tại Thành phố Hồ Chí Minh với 33 tuyến xe buýt đang tham gia lưu thông qua trạm, chiếm 23% hệ thống xe buýt toàn thành phố. Trạm được xây dựng bắt đầu từ năm 1956 thuộc quản lý của Bộ Công chánh và Giao thông. Sau khi đất nước thống nhất,  trạm tiếp tục được sử dụng như nơi để trung chuyển xe buýt và được gọi là Trạm điều hành xe buýt Sài Gòn từ năm 1977. Đến năm 2010, trạm được mở rộng tạm thời và di dời để thi công ga Bến Thành và tuyến số 1 của đường sắt đô thị Thành phố Hồ Chí Minh. Năm 2017, trạm được di dời về đầu đường Hàm Nghi cho đến hiện tại.
Hiện nay, trạm trung chuyển cùng Bệnh viện Đa khoa Sài Gòn, chợ Bến Thành, Công trường Quách Thị Trang (công viên 23 tháng 9) tạo thành một vòng cung có tâm là tượng đài Trần Nguyên Hãn.

## Tên gọi
Cho đến trước ngày 1 tháng 10 năm 2013, trạm giữ tên gọi chính thức là Trạm Điều hành xe buýt Sài Gòn. Khi đầu bến của các tuyến được dời về bãi đậu xe buýt ở khu B Công viên 23 tháng 9, bộ phận trung tâm điều hành xe buýt cũng dời về đó. Vì thế, bãi xe Công viên 23 tháng 9 trở thành Trạm Điều hành xe buýt Sài Gòn mới, hay Ga hành khách xe buýt Sài Gòn. Mặc dù vậy, theo thói quen nhiều cơ quan báo chí vẫn sử dụng tên gọi 'Trạm điều hành Sài Gòn' khi đề cập đến trạm cũ.
Trạm đôi lúc được gọi tắt thành Trạm Bến Thành theo tên Chợ Bến Thành ở đối diện trạm. Sau khi được dời sang địa điểm mới, trạm cũng hay được gọi là Trạm Hàm Nghi hoặc Trạm trung chuyển Hàm Nghi, theo tên con đường đặt trạm.

## Lịch sử

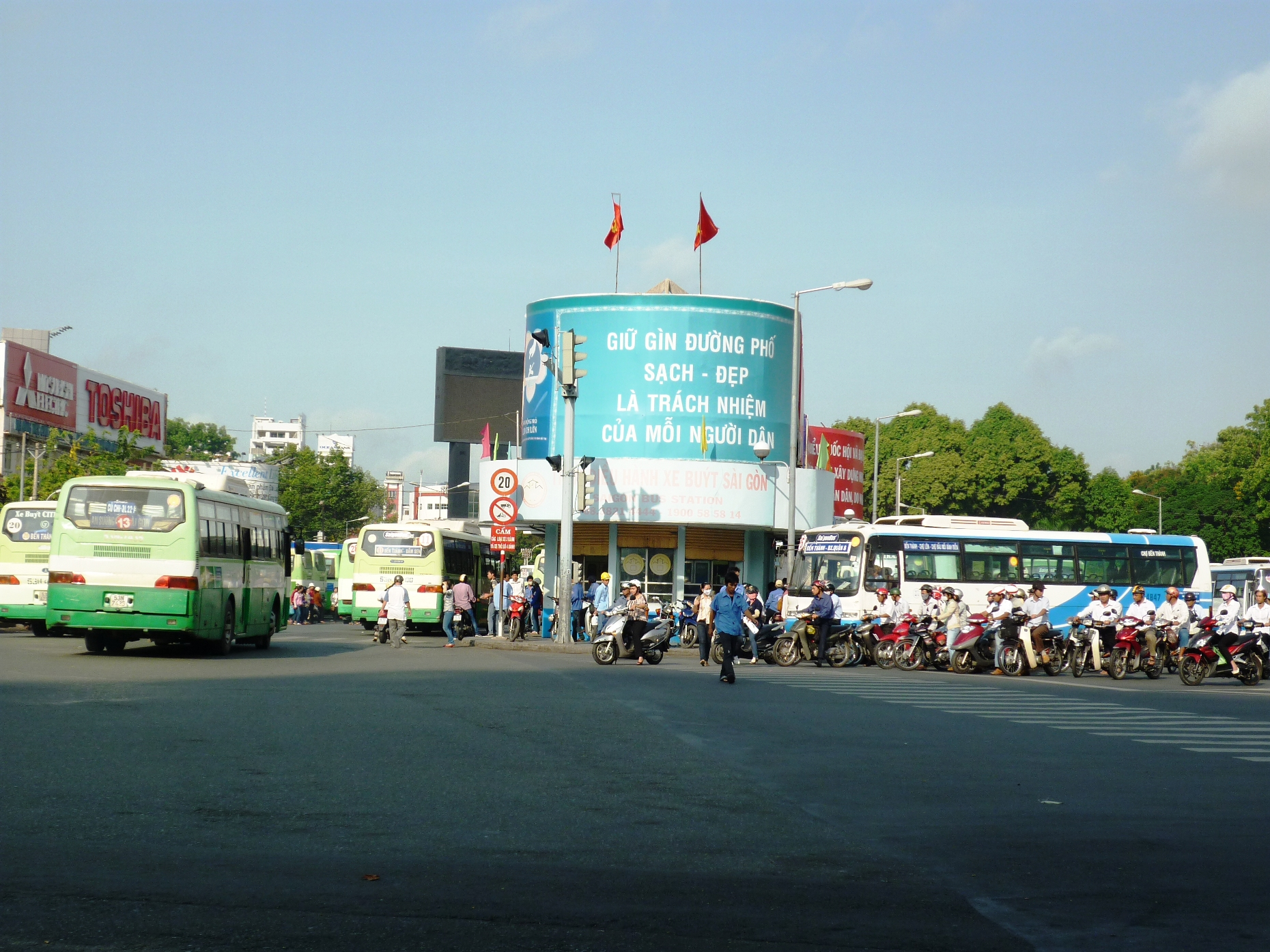
Trạm điều hành xe buýt Sài Gòn trước khi bị phá dỡ.

Trước năm 1975, Trạm điều hành xe buýt Sài Gòn do Công quản Xe buýt Đô Thành trực thuộc Bộ Công chánh và Giao thông Việt Nam Cộng hòa quản lý và là trạm chính của hệ thống xe buýt trong địa phận Sài Gòn và tỉnh Gia Định. Trạm được xây dựng vào năm 1956 vào lúc mạng lưới xe buýt Sài Gòn được thành lập. Sau khi đất nước thống nhất, năm 1977, trạm chính thức đặt tên trạm điều hành xe buýt Sài Gòn. Từ đó, trạm trung chuyển xe buýt ở khu vực Bến Thành được nằm tại lề đường Lê Lai và đường Phạm Ngũ Lão. Sau đó năm 2008 được mở rộng thêm một bãi đậu xe nhỏ sau khi lấy một phần diện tích của công viên 23 tháng 9. Đến năm 2010, khu đất xung quanh đường Nguyễn Trãi – Lê Lai – Phạm Ngũ Lão và một đoạn đường mới mở khác để làm Trạm điều hành xe buýt Sài Gòn. Theo quyết định của Ủy ban nhân dân Thành phố, Trạm này được xây dựng chỉ để phục vụ trong 2–3 năm. Việc di dời này được cho là nhằm để khởi công xây dựng tuyến số 1 của đường sắt đô thị Thành phố Hồ Chí Minh và khu vực vòng xoay Quách Thị Trang. Trạm trung chuyển xe buýt Bến Thành cũ cũng bị dỡ bỏ.
Đến đầu tháng 8 năm 2016, Trạm điều hành xe buýt Sài Gòn chính thức bị dỡ bỏ và được di dời về phía đường Hàm Nghi nằm ở quận 1. Thành phố Hồ Chí Minh cũng tuyên bố sẽ sắp xếp lại 31 tuyến xe buýt đi từ trung tâm ra hướng các quận, huyện khác của Thành phố. Tổng cộng đã có khoảng 36 chuyến xe buýt phải thay đổi một số lộ trình do việc di dời. Các tuyến xe buýt cũ được di dời sang điểm mới vẫn được khẳng định sẽ hoạt động tại Trạm trung chuyển phía đường Hàm Nghi. Đến ngày 28 tháng 12 năm 2017, sau hai tháng thi công, Trung tâm vận tải hành khách công cộng Thành phố Hồ Chí Minh thuộc Sở Giao thông Vận tải Thành phố chính thức đưa vào phục vụ Trạm trung chuyển xe buýt trên đường Hàm Nghi. Tổng chi phí xây dựng trạm mới vào khoảng 8,5 tỷ đồng với diện tích 5.600 m2, dài 200 m và rộng 28 m. Trạm mới được thiết kế với 4 dãy nhà chờ dài 48 m và 8 dãy dài 6 m được chia thành 2 khu đón và trả khách. Để dành phần đường cho xe buýt, các phương tiện giao thông cũng bị cấm vào phần đường chính của Hàm Nghi từ đoạn Phó Đức Chính đến đoạn giao với đường Nam Kỳ Khởi Nghĩa. Các phương tiện lưu thông qua đoạn này chỉ được di chuyển làn hỗn hợp nằm hai bên. Sau khi hoạt động lại ở trạm mới, tổng cộng có 33 tuyến lưu thông qua trạm, chiếm 23% hệ thống xe buýt toàn Thành phố. Trạm không chỉ được ghi nhận kết nối các tuyến xe buýt trong Thành phố mà còn kết nối với ga Bến Thành trong hệ thống đường sắt đô thị khi chỉ mất khoảng 2 phút đi bộ.
Vào cuối năm 2023, để diễn tập phòng chống cháy xảy ra tại ga Bến Thành, các tuyến xe buýt đã phải tạm dừng và thay đổi lộ trình một vài khoảng thời gian nhất định.

## Kiến trúc
Sau khi xây dựng mới, trạm trung chuyển xe buýt có tổng diện tích 5.600 m2, dài 200 m và rộng 28 m với 4 dãy nhà chờ dài 48 m và 8 dãy nhà chờ dài 6 m. Các khu vực đón và trả khách được tách ra riêng biệt. Tổng cộng có 12 bảng điện tử nằm ở các nhà chờ nhằm thông báo và cung cấp số tuyến, cũng như thời gian tới của các tuyến xe buýt. Ngoài ra, 4 nhà vệ sinh công cộng tự động cũng được lắp đặt kết hợp sử dụng năng lượng mặt trời. Bên cạnh còn có hệ thống camera giám sát nhằm đảm bảo an ninh cùng bình chữa cháy.
Trên tuyến đường Hàm Nghi đoạn có trạm trung chuyển đã quy hoạch cho các loại ô tô di chuyển ở làn trong cùng. Đối với xe buýt đi đón và trả khách sẽ di chuyển ở hai làn giữa và gần khu vực dải phân cách. Về đêm, trạm trung chuyển đã trở thành địa điểm chụp ảnh của bộ phận giới trẻ. Nơi đây, cũng được một số bộ phận giới trẻ xem là nét đặc trưng của Thành phố Hồ Chí Minh.

## Tuyến xe buýt

### Các điểm đón khách

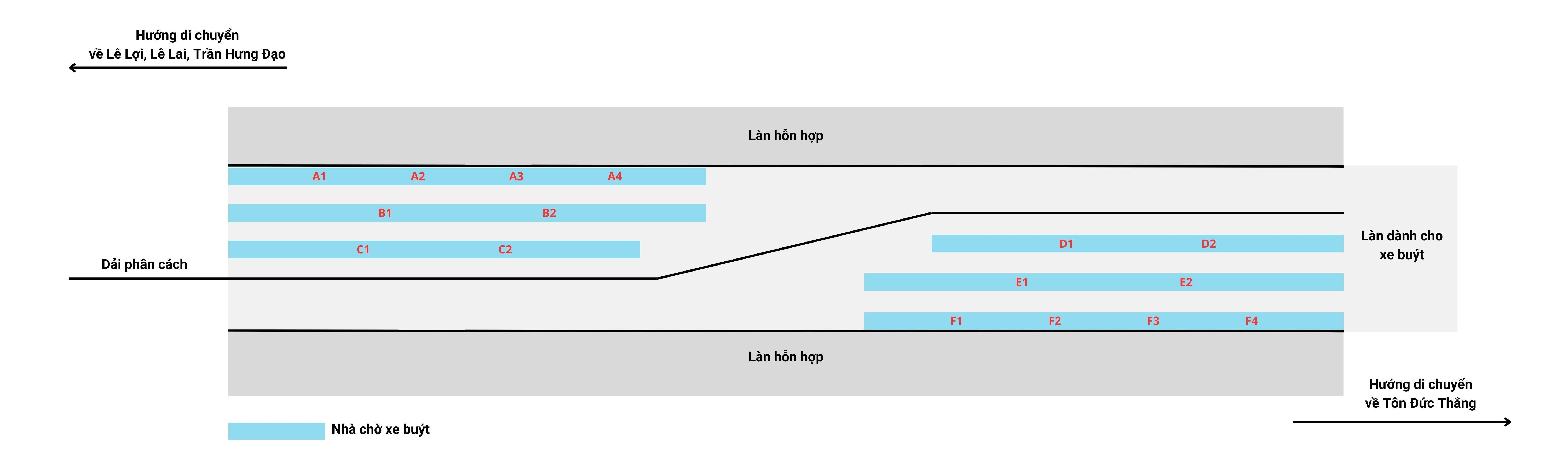
Sơ đồ các điểm đón tuyến xe buýt.

Trạm điều hành Sài Gòn hiện sở hữu 6 trạm chờ hành khách, được thiết kế dạng platform có thể được đánh dấu từ A đến F. Mỗi trạm chờ có chiều dài đủ để đón một lượng lớn xe buýt vào đón trả khách cùng lúc. Mỗi trạm này được đánh số như một trạm xe buýt riêng biệt.
| Trạm chờ    | Mã trạm | Số lượng điểm chờ |
| ----------- | ------- | ----------------- |
| Bến Thành A | Q1TC1A  | 4                 |
| Bến Thành B | Q1TC1B  | 2                 |
| Bến Thành C | Q1TC1C  | 2                 |
| Bến Thành D | Q1TC1D  | 2                 |
| Bến Thành E | Q1TC1E  | 2                 |
| Bến Thành F | Q1TC1F  | 4                 |

### Các tuyến xe buýt

#### Hướng về chợ Bến Thành
| Điểm chờ | Trạm trước                                   | Mã số       | Tên tuyến                                               | Trạm sau                     | Hướng   |
| -------- | -------------------------------------------- | ----------- | ------------------------------------------------------- | ---------------------------- | ------- |
| A1       | Q1 077 Trường CĐKT Cao Thắng                 | không khung | Bến Thành – Cộng Hòa – Bến xe An Sương                  | Q1 043 Khách sạn New World   | Lượt về |
| A1       | Q1 077 Trường CĐKT Cao Thắng                 | không khung | Bến Thành – Chợ Hiệp Thành                              | Q1 043 Khách sạn New World   | Lượt về |
| A1       | Q1 022 Trường Cao Thắng                      | không khung | Bến Thành – Nhà Bè                                      | Q1 043 Khách sạn New World   | Lượt về |
| A2       | Q1 077 Trường CĐKT Cao Thắng                 | không khung | ĐH Tôn Đức Thắng – Bến Thành – ĐH Văn Lang              | Q1 040 Khách sạn New World   | Lượt về |
| A2       | Q1 077 Trường CĐKT Cao Thắng                 | không khung | Bến Thành – Thới An                                     | Q1 043 Khách sạn New World   | Lượt về |
| A3       | Q1 077 Trường CĐKT Cao Thắng                 | 109         | Bến Thành – Sân bay Tân Sơn Nhất                        | Q1 043 Khách sạn New World   | Lượt về |
| A3       | Q1 077 Trường CĐKT Cao Thắng                 | 152         | Khu dân cư Trung Sơn – Bến Thành – Sân bay Tân Sơn Nhất | Q1 040 Khách sạn New World   | Lượt về |
| A4       | Q1 077 Trường CĐKT Cao Thắng                 | không khung | Bến Thành – Đại học Quốc tế                             | Q1 043 Khách sạn New World   | Lượt về |
| A4       | Q1 077 Trường CĐKT Cao Thắng                 | không khung | Bến Thành – Bến xe Miền Đông mới                        | Q1 043 Khách sạn New World   | Lượt về |
| B1       | Q1 022 Trường Cao Thắng                      | không khung | Bến Thành – Thạnh Lộc                                   | Q1 043 Khách sạn New World   | Lượt về |
| B1       | Q1 022 Trường Cao Thắng                      | không khung | Bến Thành – Khu chế xuất Linh Trung – Đại học Quốc gia  | Q1 043 Khách sạn New World   | Lượt về |
| B1       | Q1 022 Trường Cao Thắng                      | không khung | Bến xe buýt Chợ Lớn – Đại học Giao thông Vận tải        | Q1 043 Khách sạn New World   | Lượt về |
| B1       | Q1 022 Trường Cao Thắng                      | không khung | Bến Thành – Chợ Long Phước                              | Q1 043 Khách sạn New World   | Lượt về |
| B2       | Q1 022 Trường Cao Thắng                      | D4          | Vinhomes Grand Park – Bến Thành                         | Q1 043 Khách sạn New World   | Lượt đi |
| B2       | Q1 022 Trường Cao Thắng                      | không khung | Bến Thành – Thạnh Lộc                                   | Q1 043 Khách sạn New World   | Lượt về |
| B2       | Q1 031 Bến Bạch Đằng                         | không khung | Lê Hồng Phong – Đại học Quốc gia                        | Q1 043 Khách sạn New World   | Lượt về |
| C1       | Q1 022 Trường Cao Thắng                      | không khung | Bến Thành – Bến xe buýt Chợ Lớn                         | Q1 044 Trường Ernst Thalmann | Lượt đi |
| C1       | Q1 077 Trường CĐKT Cao Thắng                 | không khung | Cảng Quận 4 – Bình Quới                                 | Q1 001 Calmette              | Lượt về |
| C1       | Q1TC1D Trạm trung chuyển trên đường Hàm Nghi | không khung | Bến Thành – Cách mạng tháng 8 – Bến xe An Sương         | Q1 040 Khách sạn New World   | Lượt đi |
| C1       | Q1 022 Trường Cao Thắng                      | không khung | Bến Thành – Nguyễn Văn Linh – Bến xe Miền Tây           | Q1 043 Khách sạn New World   | Lượt về |
| C2       | Q1 022 Trường Cao Thắng                      | không khung | Bến Thành – Bến xe buýt Quận 8                          | Q1 043 Khách sạn New World   | Lượt về |
| C2       | Q1 022 Trường Cao Thắng                      | không khung | Khu dân cư Tân Quy – Bến Thành – Đầm Sen                | Q1 040 Khách sạn New World   | Lượt đi |
| C2       | Q1 022 Trường Cao Thắng                      | không khung | Bến Thành – Võ Văn Kiệt – Bến xe Miền Tây               | Q1 043 Khách sạn New World   | Lượt về |
| C2       | Q1 022 Trường Cao Thắng                      | không khung | Bến xe buýt Quận 8 – Bến Thành – Bến xe Miền Đông       | Q1 124 Trường Ernst Thalmann | Lượt về |
| C2       | Q1 022 Trường Cao Thắng                      | không khung | Bến Thành – Cần Giờ                                     | Q1 043 Khách sạn New World   | Lượt về |

#### Hướng về Tôn Đức Thắng
| Điểm chờ | Trạm trước                   | Mã số       | Tên tuyến                                               | Trạm sau                                     | Hướng   |
| -------- | ---------------------------- | ----------- | ------------------------------------------------------- | -------------------------------------------- | ------- |
| D1       | Q1 044 Trường Ernst Thalmann | không khung | Bến Thành – Đại học Quốc tế                             | Q1 021 Chợ Cũ                                | Lượt đi |
| D1       | Q1 044 Trường Ernst Thalmann | không khung | Bến Thành – Bến xe Miền Đông mới                        | Q1 021 Chợ Cũ                                | Lượt đi |
| D1       | Q1 044 Trường Ernst Thalmann | 109         | Bến Thành – Sân bay Tân Sơn Nhất                        | Q1 078 Đền thờ Ấn Giáo, Pasteur              | Lượt đi |
| D1       | Q1 138 Nguyễn Kim            | 152         | Khu dân cư Trung Sơn – Bến Thành – Sân bay Tân Sơn Nhất | Q1 021 Chợ Cũ                                | Lượt đi |
| D2       | Q1 044 Trường Ernst Thalmann | không khung | Bến Thành – Chợ Hiệp Thành                              | Q1 021 Chợ Cũ                                | Lượt đi |
| D2       | Q1 138 Nguyễn Kim            | không khung | ĐH Tôn Đức Thắng – Bến Thành – ĐH Văn Lang              | Q1 021 Chợ Cũ                                | Lượt đi |
| D2       | Q1 044 Trường Ernst Thalmann | không khung | Bến Thành – Thới An                                     | Q1 021 Chợ Cũ                                | Lượt đi |
| D2       | Q1 002 Lê Thị Hồng Gấm       | không khung | Cảng Quận 4 – Bình Quới                                 | Q1 106 Khách sạn Golden                      | Lượt đi |
| D2       | Q1 044 Trường Ernst Thalmann | không khung | Bến Thành – Cách mạng tháng 8 – Bến xe An Sương         | Q1TC1C Trạm trung chuyển trên đường Hàm Nghi | Lượt đi |
| E1       | Q1 044 Trường Ernst Thalmann | không khung | Bến Thành – Thạnh Lộc                                   | Q1 160 Nam Kỳ Khởi Nghĩa                     | Lượt đi |
| E1       | Q1 138 Nguyễn Kim            | không khung | Bến xe buýt Quận 8 – Bến Thành – Bến xe Miền Đông       | Q1 021 Chợ Cũ                                | Lượt đi |
| E1       | Q1 138 Nguyễn Kim            | không khung | Lê Hồng Phong – Đại học Quốc gia                        | Q1 024 Bến Bạch Đằng                         | Lượt đi |
| E2       | Q1 138 Nguyễn Kim            | không khung | Bến Thành – Bến xe buýt Chợ Lớn                         | Q1 160 Nam Kỳ Khởi Nghĩa                     | Lượt về |
| E2       | Q1 044 Trường Ernst Thalmann | không khung | Bến Thành – Thạnh Lộc                                   | Q1 160 Nam Kỳ Khởi Nghĩa                     | Lượt đi |
| E2       | Q1 044 Trường Ernst Thalmann | không khung | Bến Thành – Cộng Hòa – Bến xe An Sương                  | Q1 160 Nam Kỳ Khởi Nghĩa                     | Lượt đi |
| E2       | Q1 044 Trường Ernst Thalmann | không khung | Bến Thành – Khu chế xuất Linh Trung – Đại học Quốc gia  | Q1 160 Nam Kỳ Khởi Nghĩa                     | Lượt đi |
| E2       | Q1 138 Nguyễn Kim            | không khung | Bến xe buýt Chợ Lớn – Đại học Giao thông Vận tải        | Q1 021 Chợ Cũ                                | Lượt đi |
| E2       | Q1 138 Nguyễn Kim            | không khung | Bến Thành – Chợ Long Phước                              | Q1 160 Nam Kỳ Khởi Nghĩa                     | Lượt đi |
| F1       | Q1 044 Trường Ernst Thalmann | D4          | Vinhomes Grand Park – Bến Thành                         | Q1 196 Bảo tàng Mỹ thuật                     | Lượt về |
| F1       | Q1 138 Nguyễn Kim            | không khung | Bến Thành – Cần Giờ                                     | Q1 021 Chợ Cũ                                | Lượt đi |
| F2       | Q1 138 Nguyễn Kim            | không khung | Khu dân cư Tân Quy – Bến Thành – Đầm Sen                | Q1 196 Bảo tàng Mỹ thuật                     | Lượt về |
| F3       | Q1 044 Trường Ernst Thalmann | không khung | Bến Thành – Bến xe buýt Quận 8                          | Q1 196 Bảo tàng Mỹ thuật                     | Lượt đi |
| F3       | Q1 044 Trường Ernst Thalmann | không khung | Bến Thành – Võ Văn Kiệt – Bến xe Miền Tây               | Q1 196 Bảo tàng Mỹ thuật                     | Lượt đi |
| F4       | Q1 044 Trường Ernst Thalmann | không khung | Bến Thành – Nhà Bè                                      | Q1 017 Hồ Tùng Mậu                           | Lượt đi |
| F4       | Q1 138 Nguyễn Kim            | không khung | Bến Thành – Nguyễn Văn Linh – Bến xe Miền Tây           | Q1 196 Bảo tàng Mỹ thuật                     | Lượt đi |